# Budova Komerční banky (Karlovy Vary)
Budova bývalé Komerční banky, původně Österreichisch-Ungarische Bank (Rakousko-Uherská banka), stojí v centru Karlových Varů v městské památkové zóně na náměstí Republiky 1229/1. Byla postavena ve stylu secese v letech 1912–1913.
Objekt byl prohlášen kulturní památkou, památkově chráněn je od 27. října 1991, rejstř. č. ÚSKP 12085/4-4885.

## Historie
V roce 1912–1913 si na rohu ulic Brückenstrasse (dnes Bělehradská) a Zentral Bahnhofstrasse (Západní) dala postavit svoji budovu jedna z nejvýznamnějších bank c. k. mocnářství Österreichisch-Ungarische Bank.
Skutečný autor projektu není bezpečně znám, i když ve stavebních spisech je jako předkladatel plánů uveden karlovarský architekt Alfred Bayer. Podle stylového rozboru se však má zato, že projekt stavby vypracoval některý z jeho vídeňských kolegů. Alfred Bayer je s určitostí autorem plánů kanalizace.

## Ze současnosti

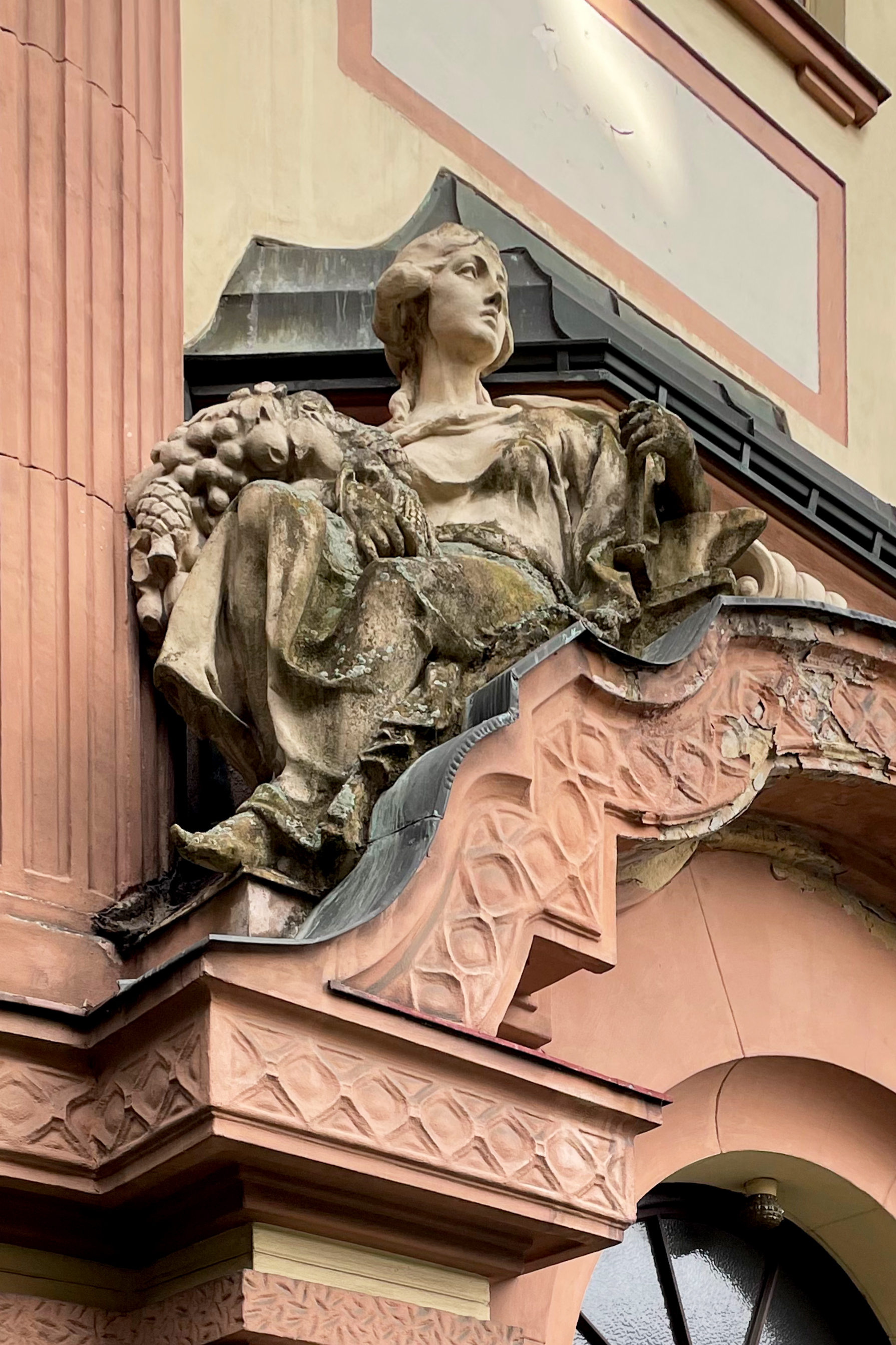
Plastika nad vchodem

V roce 2014 byl dům uveden jako Komerční banka v Programu regenerace Městské památkové zóny Karlovy Vary 2014–2024 v části II. (tabulková část 1–5 Přehledy) v seznamu nemovitých kulturních památek na území MPZ Karlovy Vary a jejich aktuální stav jako vyhovující.
V současnosti (červen 2021) je dům evidován jako objekt k bydlení ve vlastnictví společnosti RID investment s. r. o.

## Popis
Budova se nachází v obchodně správní části města. V minulosti byla její poloha uváděna roh ulic Bělehradská a Západní, v současnosti je to náměstí Republiky 1229/1. Výraz objektu vychází z pozdní geometrické secese vídeňského stylu.
Jedná se o nárožní čtyřpodlažní budovu s využitelným podkrovím. Vstupní průčelí je čtyřosé a směřuje do Bělehradské ulice. Přízemí má plastické pásování. Ve druhé okenní ose zleva je situován obloukový vchod umístěný do vystupujícího portálu. Po jeho stranách stojí pásované pilastry, které nesou římsu se dvěma sedícími plastikami, mezi nimiž je umístěna kartuš. Okna v přízemí jsou oblouková.
První a druhé patro spojují nad portálem kanelované polosloupy, jinde pilastry. Okna prvního až druhého patra jsou obdélná, v prvním patře v paralelních mělkých rámech, mezi okny prvního a druhého patra je vždy tmavší obdélný rám. Nad druhým patrem je výrazná římsa se zubořezem, nad portálem a v krajní ose vpravo nese obdélný balkon se zděným prokrajovaným zábradlím. Na balkonu nad portálem se na obou koutových pilířích nacházejí putti.
Třetí patro má segmentová okna v obloukových profilovaných tmavších rámech, stěna zde je členěna mělkými lizénami. Třetí patro odděluje od podkroví korunní římsa se zubořezem. Nad třemi okenními osami zleva je štít se třemi úzkými obdélnými okénky uprostřed.